# 康普頓 (伊利諾伊州)
康普頓（英語：Compton）是位於美國伊利諾伊州李縣的一個村落。

## 地理
康普頓的座標為41°41′38″N 89°05′10″W / 41.69389°N 89.08611°W，而該地最高點為海拔高度296米（即971英尺）。

## 人口
根據2010年美國人口普查的數據，康普頓的面積為0.43平方千米，當中陸地面積為0.43平方千米，而水域面積為0.00平方千米。當地共有人口303人，而人口密度為每平方千米704人。